# Сумский, Виктор Владимирович
Сумский, Виктор Владимирович (р. 13 апреля 1953, Москва, РСФСР, СССР) — советский и российский востоковед, доктор исторических наук (2006), директор Центра АСЕАН МГИМО МИД России (2010-2020). Ведущий эксперт Центра АСЕАН ИМИ МГИМО МИД России.

## Краткая биография
В 1975 году окончил факультет международной журналистики МГИМО МИД СССР. В 1982 году окончил аспирантуру Института востоковедения и в 1983 году защитил диссертацию на соискание ученого звания кандидат исторических наук.
В 1975—1983 годах работал в МИД СССР (1975—1979 в Генконсульстве СССР в Медане), в Институте востоковедения (1983—1988) и Институте мировой экономики и международных отношений Российской академии наук (с 1988 года). С 2010 по 2020 гг. возглавлял Центр АСЕАН МГИМО МИД России. Ведущий эксперт Центра АСЕАН ИМИ МГИМО МИД России.

## Научная деятельность
Автор трех монографий и многочисленных статей, посвященных главным образом политической истории и современному развитию стран ЮВА (Индонезия, Филиппины), международным отношениям в Восточной Азии и проблемам безопасности региона. Переводил на русский язык современную индонезийскую прозу, участвовал в подготовке туристических путеводителей по Филиппинам и Индонезии.
Стажировался и преподавал в университетах Филиппин, Великобритании, США. В 2004—2010 годах представлял Россию в совете Европейской Ассоциации по изучению Юго-Восточной Азии (EuroSEAS). Член Общества Нусантара, член Российского национального комитета Азиатско-тихоокеанского совета сотрудничества по безопасности (РНК АТССБ), участвует в деятельности рабочих групп и Руководящего совета АТССБ, выступает c докладами на её генеральных конференциях. Член Экспертного совета ПИР-Центра с 2012 года. Член Международного клуба Триалог с 2018 года.
Выступает с комментариями в СМИ (радио «Голос России», телеканал «Russia Today»). Среди его публикаций на английском языке — статьи в таких периодических изданиях, как Alternatives (Нью-Йорк), Japanese Journal of American Studies (Токио), Philippine Studies (Кесон-сити) и Global Asia (Сеул).

## Награды
- Медаль Ордена Дружбы Вьетнама (2014)
- Медаль ордена «За заслуги перед Отечеством» II степени (2016).

## Цитата
«Когда страны АСЕАН признают Россию как непреложную геополитическую реальность, они признают способность России быть адекватной новой исторической ситуации. И здесь мы можем зафиксировать именно то, что на самом деле является общим стратегическим интересом АСЕАН и России. Большой исторический интерес АСЕАН заключается в том, чтобы войти в качестве полноправного участника в многополярный мир, когда он более-менее нормальным образом консолидируется. И здесь наши стратегические интересы с АСЕАН действительно совпадают». — Виктор Сумский, директор Центра АСЕАН при МГИМО МИД России — 
.

## Основные публикации

### Монографии
- Национализм и авторитаризм. Политико-идеологические процессы в Индонезии, Пакистане и Бангладеш. М., «Наука», Главная редакция восточной литературы, 1987.
- Фердинанд Маркос. Зарождение, эволюция и упадок диктатуры на Филиппинах. М., ИМЭМО, 2002.
- Фиеста Филипина. Реформы, революции и активное ненасилие в развивающемся обществе. Кн. 1-2. М., Издательская фирма «Восточная литература» РАН, 2003.
- (ред.) ASEAN-Russia: Foundations and Future Prospects. Singapore, 2012 (совм. с Mark Hong and Amy Lugg).
- Современные международные отношения. Учебник. Ред. А. В. Торкунов, А. В. Мальгин. М.: Аспект-Пресс, 2017 (совм. с др.)

### Статьи в книгах и научных журналах
- «В золоте небосвода, в лазури океана…» Яванская мифология, национальное самосознание и… рок-музыка // Яванская культура: к характеристике крупнейшего этноса Юго-Восточной Азии. Малайско-индонезийские исследования, III. М.: Русское географическое общество, 1989, с. 58-64.
- Город, политический процесс и проблема национально-государственной интеграции // Город в формационном развитии стран Востока. М., 1990, с. 352—406.
- Манила — 1986 (Массовые и насильственные действия и падение режима Ф. Маркоса) // Города на Востоке. Хранители традиций и катализаторы перемен. М., 1990, с. 216—357.
- Город и ненасилие. Культурно-историческое пространство Большой Манилы и его роль в свержении Ф. Маркоса // Мировая экономика и международные отношения. М., 1991, № 8, с. 124—135. — То же: Alternatives. Vol. 17, N.Y., 1992, N 4, p. 479—492.
- Макати-1983. Политическое пробуждение делового квартала // Филиппины в малайском мире. Малайско-индонезийские исследования, V. М.: Русское географическое общество, 1994, с. 8-14.
- Индонезия: Феномен «динамической стабильности»; Политика впереди экономики (Филиппины) // Авторитаризм и демократия в развивающихся странах. М., 1996, с. 55-70, 134—145.
- В поисках «живой воды» // Индонезия. Малайзия. Нусантарский сборник. СПб, 1996, с. 22-27.
- Армия и проблематика гражданского общества // Мировая экономика и международные отношения. М., 1997, № 2, с. 72-80. — То же: Гражданское общество, Мировой опыт и проблемы России. М., 1998, с. 158—171.
- Жизнь и смерть Orde Baru // Нусантара. Юго-Восточная Азия. Сборник материалов. 1997/98 акад. год. С.-Перербург, 1998, c. 63-69.
- Долгое прощание со старым партнёром (Как и почему Соединенные Штаты расстались с Фердинандом Маркосом) // Мировая экономика и международные отношения. М., 1997, № 5, с. 136—146; № 6, с. 126—135; № 11, с. 136—144; 1998, № 2, с. 139—146.
- Пророчества горожанина: Заметка о филлипинце, смотревшем из прошлого века на сто лет вперед // Московское востоковедение)Очерки, исследования, разработки). М., 1997, с. 525—542
- Почему держался так долго и почему рухнул в одночасье индонезийский «новый порядок» // Место и роль государства в догоняющем развитии. М., 1999, с. 411—426.
- Russia and ASEAN (Emerging partnership in the 1990s and the securitynof South-East Asia // Russia and Asia: The emerging security agenda. Oxford, 1999, p. 411—426.
- АСЕАН и Восточная Азия // Восточная Азия между регионализмом и глобализмом. М., 2004.
- Юго-Восточная Азия в холодной войне и глобализирующемся мире // Мировая экономика и международные отношения (МЭиМО). М., 2005, № 4.
- ISEAS — ИМЭМО: возобновление диалога? (О сингапурском семинаре по проблемам отношений России с АСЕАН) // МЭиМО. М., 2005, № 10.
- Southeast Asian Security Challenges: A View from Russia // ASEAN — Russia Relations, Singapore, 2006.
- ASEAN and East Asia // East Asia: Between Regionalism and Globalism. Singapore, 2006.
- Переворот в Таиланде, или Кто кроме короля благословил свергнуть гражданское правительство // Аналитические записки. М., № 19, ноябрь 2006.
- «Мирное наступление» Китая в Юго-Восточной Азии // Китай в XXI веке: глобализация интересов безопасности. М., 2007. То же: China’s Peace Offensive in Southeast Asia and Russia’s Regional Priorities // Russia-ASEAN Relations. New Directions. Singapore, 2007.
- America in East Asia: The Rise and the Waning of a Benevolent Hegemon Image // The Japanese Journal of American Studies. Tokyo, 2007, N 18.
- Новые региональные инициативы АСЕАН // Россия и мир в начале XXI века. М., 2007.
- Southeast Asia in the Context of Russian National Interests // Changing Security Dynamics in Southeast Asia. New Delhi, 2008.
- The Art of the Possible in ASEAN’s Future // Global Asia. Seoul, vol.3, № 1, 2008.
- АСЕАН на рубеже сорокалетия // Север — Юг — Россия 2007. Ежегодник. М., 2008.
- Генерал Сухарто и темная страница индонезийской истории // Международная жизнь. М., № 8, 2009.То же: General Suharto and the Murky Chapter of Indonesian History // International Affairs. Moscow, vol. 55, № 6, 2009.
- Россия и АСЕАН накануне своего второго саммита // Мировой кризис и отношения «Центр — Периферия» на современном этапе. М., 2009.
- Модернизация России, геополитика Восточной Азии и фактор АСЕАН // Международная жизнь, № 10, 2010. То же: Modernization of Russia, East Asia Geopolitics, and the ASEAN Factor // International Affairs: Russia-ASEAN, Special Issue, 2010.
- Why Pancasila May Look Irrelevant Today — and Why It May Not // Pancasila’s Contemporary Appeal: Re-legitimizing Indonesia’s Founding Ethos. Yogyakarta, 2010.
- Почему нас не было в ВАС и почему теперь нас туда зовут // Индекс безопасности. М., № 2, 2011.

### Путеводители (в соавторстве с Е. В. Пугачевой и С. О. Серебряковым)
- Глазами очевидца: Филиппины. М., «Ардженто групп», 2005.
- Глазами очевидца: Индонезия, Ява. М., «Ардженто групп», 2010.

### Переводы
- Пер. с индон.: Мохтар Лубис. Тигр! Тигр! // Современная индонезийская проза (70 -е гг.). М., 1988, с. 134—257.